# Sergio García (motociclista)
Sergio García Dols (Burriana, 22 marzo 2003) è un pilota motociclistico spagnolo.

## Carriera

### Gli inizi
A 13 anni, nel 2016, ha vinto il campionato spagnolo Pre-Moto3. Nel 2017 è passato al campionato FIM CEV, classe Moto3, arrivando 7º il primo anno e 2º nel 2018, dietro a Raúl Fernández.

### Moto3
Nel 2019 approda nel motomondiale, in Moto3, con una Honda NSF250R del team Estrella Galicia 0,0 con compagno di squadra il connazionale Alonso López. Dopo aver saltato il GP del Qatar perché non ancora sedicenne, e quello d'Argentina a causa di un trauma cranico subito nel warm up, esordisce nel GP delle Americhe, arrivando 19º. Chiude la sua prima stagione nel motomondiale al 15º posto con 76 punti, andando a punti in 8 gare e riuscendo a salire sul podio nelle ultime due gare della stagione, ottenendo un 2º posto in Malesia e la prima vittoria nel motomondiale, in Comunità Valenciana.
Nel 2020 rimane nello stesso team della stagione precedente. Il compagno di squadra è Ryusei Yamanaka. Ottiene due secondi posti (Europa e Comunità Valenciana) e conclude la stagione al 9º posto con 90 punti. Nel 2021 passa al team Aspar, alla guida di una Gas Gas; il compagno di squadra è Izan Guevara. Ottiene tre vittorie (Francia, Catalogna e Austria), tre secondi posti (Olanda, Stiria - dove rimane in lotta per la vittoria fino all'ultimo giro, quando cade nel tentativo di resistere a un sorpasso del connazionale Pedro Acosta, riuscendo tuttavia a riprendere la corsa e a terminare la gara in seconda posizione - e Comunità Valenciana) e una pole position nel Gran Premio dell'Algarve; conclude la stagione al 3º posto con 188 punti. In questa stagione è costretto a saltare il Gran Premio delle Americhe e quello dell'Emilia-Romagna a causa di un ematoma a un rene rimediato nelle prove libere del GP. Nel 2022 rimane nello stesso team della stagione precedente. Resta in corsa per il titolo fino al Gran Premio d'Australia, dove primeggia il compagno di squadra Izan Guevara. Chiude la stagione al secondo posto contribuendo alla conquista del titolo costruttori per Gas Gas e della classifica a squadre per Aspar.

### Moto2
Nel 2023 sale in Moto2: viene infatti ingaggiato dal team Pons Racing, il compagno di squadra è Arón Canet. Ottiene due quarti posti come miglior risultato in gara e, con 84 punti, si classifica quindicesimo in campionato risultando il miglior piazzato tra gli esordienti. Nel 2024 passa al team MT Helmets - MSi alla guida di una Boscoscuro, il compagno di squadra è Ai Ogura. Inaugura il campionato con il suo primo podio nella classe intermedia in Qatar, due gare più tardi conquista la prima vittoria al Gran Premio delle Americhe. In questa prima fase di campionato è saldamente al comando della classifica, mentre nella seconda parte un calo dei risultati lo estromette dalla corsa al titolo. Conclude l'annata al quarto posto. Nel 2025 prosegue con MSi, il nuovo compagno di squadra è il connazionale Iván Ortolá. Dopo aver saltato le prime tre gare per infortunio, all'indomani del Gran Premio d'Aragona, viene annunciata la rescissione consensuale del contratto.

## Risultati nel motomondiale
| 2019 | Classe | Moto  |  |    |    |     |     |    |     |    |    |     |    |    |     |   |    |   |     |   |   |  |  |  | Punti | Pos. |
| ---- | ------ | ----- |  | -- | -- | --- | --- | -- | --- | -- | -- | --- | -- | -- | --- | - | -- | - | --- | - | - |  |  |  | ----- | ---- |
| 2019 | Moto3  | Honda |  | NP | 19 | Rit | Rit | 13 | Rit | 15 | 11 | Rit | 27 | 19 | Rit | 7 | 14 | 5 | Rit | 2 | 1 |  |  |  | 76    | 15º  |

| 2020 | Classe | Moto  |    |    |   |    |    |    |    |    |   |    |    |     |   |   |   |  |  |  |  |  |  |  | Punti | Pos. |
| ---- | ------ | ----- | -- | -- | - | -- | -- | -- | -- | -- | - | -- | -- | --- | - | - | - |  |  |  |  |  |  |  | ----- | ---- |
| 2020 | Moto3  | Honda | 11 | 17 | 8 | 16 | 16 | 10 | 25 | 17 | 4 | 11 | 19 | Rit | 2 | 2 | 4 |  |  |  |  |  |  |  | 90    | 9º   |

| 2021 | Classe | Moto    |   |    |   |    |   |   |   |   |   |   |   |    |    |   |    |     |     |   |  |  |  |  | Punti | Pos. |
| ---- | ------ | ------- | - | -- | - | -- | - | - | - | - | - | - | - | -- | -- | - | -- | --- | --- | - |  |  |  |  | ----- | ---- |
| 2021 | Moto3  | Gas Gas | 4 | 23 | 8 | 13 | 1 | 9 | 1 | 7 | 2 | 2 | 1 | 16 | 18 | 4 | NP | Inf | Rit | 2 |  |  |  |  | 188   | 3º   |

| 2022 | Classe | Moto    |   |   |   |     |   |   |   |   |   |   |   |     |   |    |    |   |     |   |   |   |  |  | Punti | Pos. |
| ---- | ------ | ------- | - | - | - | --- | - | - | - | - | - | - | - | --- | - | -- | -- | - | --- | - | - | - |  |  | ----- | ---- |
| 2022 | Moto3  | Gas Gas | 2 | 4 | 1 | Rit | 1 | 2 | 7 | 1 | 4 | 3 | 3 | Rit | 5 | SQ | 13 | 4 | Rit | 3 | 3 | 3 |  |  | 257   | 2º   |

| 2023 | Classe | Moto  |    |   |     |    |    |    |    |    |     |   |   |    |   |     |   |     |     |    |    |     |  |  | Punti | Pos. |
| ---- | ------ | ----- | -- | - | --- | -- | -- | -- | -- | -- | --- | - | - | -- | - | --- | - | --- | --- | -- | -- | --- |  |  | ----- | ---- |
| 2023 | Moto2  | Kalex | 15 | 5 | Rit | 11 | 10 | 10 | 11 | 13 | Rit | 8 | 4 | 11 | 4 | Rit | 8 | Rit | Rit | 25 | 17 | Rit |  |  | 84    | 15º  |

| 2024 | Classe | Moto       |   |   |   |   |   |   |   |   |   |   |    |     |    |     |     |    |   |    |    |   |  |  | Punti | Pos. |
| ---- | ------ | ---------- | - | - | - | - | - | - | - | - | - | - | -- | --- | -- | --- | --- | -- | - | -- | -- | - |  |  | ----- | ---- |
| 2024 | Moto2  | Boscoscuro | 3 | 6 | 1 | 4 | 1 | 2 | 4 | 3 | 7 | 4 | 14 | Rit | 12 | Rit | Rit | 14 | 9 | 12 | 14 | 6 |  |  | 191   | 4º   |

| 2025 | Classe | Moto       |     |     |     |    |    |    |    |    |  |  |  |  |  |  |  |  |  |  |  |  |  |  | Punti | Pos. |
| ---- | ------ | ---------- | --- | --- | --- | -- | -- | -- | -- | -- |  |  |  |  |  |  |  |  |  |  |  |  |  |  | ----- | ---- |
| 2025 | Moto2  | Boscoscuro | Inf | Inf | Inf | 20 | 22 | 13 | 16 | 20 |  |  |  |  |  |  |  |  |  |  |  |  |  |  | 3     |      |

| Legenda | 1º posto        | 2º posto            | 3º posto            | A punti      | Senza punti        | Grassetto – Pole position Corsivo – Giro più veloce |
| Legenda | Gara non valida | Non qual./Non part. | Ritirato/Non class. | Squalificato | '-' Dato non disp. | Grassetto – Pole position Corsivo – Giro più veloce |